# Söderby (Vormsi)
Söderby is een plaats op het eiland Vormsi in de Estlandse gemeente Vormsi, provincie Läänemaa. Omdat Vormsi van oudsher werd bewoond door Estlandzweden, heeft de plaats alleen een Zweedse naam. De plaats heeft de status van dorp (Estisch: küla). De naam betekent ‘Zuiderdorp’. Op het eiland ligt ook een ‘Noorderdorp’; dat is het noordelijke buurdorp Norrby. Söderby ligt aan de oostkust van het eiland.

## Bevolking
Het aantal inwoners is stabiel, zoals blijkt uit het volgende staatje:
| Jaar            | 2011 | 2017 | 2019 | 2020 | 2021 |
| --------------- | ---- | ---- | ---- | ---- | ---- |
| Aantal inwoners | 2    | 4    | 4    | 4    | 3    |

## Geschiedenis
Söderby werd voor het eerst genoemd in 1540 onder de naam Suderbw. In 1565 heette het dorp Södherby, in 1689 Sörby en in de jaren 1977–1997 Söderbi. In 1604 werd Söderby een landgoed, met als eigenaar de belastingamtenaar van het eiland. Rond 1753 kwam het landgoed in handen van de familie von Stackelberg en werd het ondergeschikt aan het landgoed Magnushof (Suuremõisa), dat ook in handen van de familie was. Rond 1886 werd het grootste deel van het landgoed aan de Russisch-orthodoxe kerk geschonken, die in Hullo een kerkgebouw liet neerzetten. In 1889 werd Magnushof, dus ook Söderby, opgekocht door de Russische staat. De plaats waar het landhuis heeft gestaan ligt in het dorp Hosby. In 1944 vluchtte vrijwel de voltallige bevolking van het eiland naar Zweden.